# Габрилович, Иван Григорьевич
Ива́н Григо́рьевич Габрило́вич (при рождении Иосель Габриелевич Габрилович; 1863 — 5 марта 1939, Париж) — доктор медицины, профессор; главный врач санатория «Халила», издатель.

## Биография
Родился в семье мастера серебряного цеха Габриеля Иосифовича Габриловича (1843—?), уроженца Россиен Ковенской губернии, в 1870-е годы жившего с семьё в Пскове (семья была причислена к мещанам местечка Средники). Дед, Иосиф Берлович Габрилович (1802—?), уроженец Россиен и выпускник Санкт-Петербургской медико-хирургической академии, провизор, купец 3-й гильдии.
В 1889 году окончил Дерптский университет. Служил с 1 июня 1891 года, действительный статский советник (1 января 1910).
Возглавлял лабораторию у Роберта Коха. В течение 25 лет, с 1892 по 1917, был главным врачом санатория «Халила». Организовал проведение в санатории регулярных 3-месячных курсов для практикующих врачей (с 1908), редактировал сборник научных работ санатория. Впервые в России применил туберкулинотерапию в лечении больных туберкулёзом.
После 1917 года эмигрировал во Францию. Занимался издательской и книготорговой деятельностью:
- в сотрудничестве с В. В. Вальтером содержал издательство «Éditions des Quatre Chemins», пропагандировавшее творчество парижских художников начала XX века (18, rue Godot de Mauroy; с 1930-х — «Quatre Chemins Éditart»; 3, pl. Saint-Sulpice) c книжным магазином;
- был одним из учредителей издания «Plèiade» (публикации классиков мировой литературы)[3].

Умер 4-5 марта 1939 года.

### Семья
- Двоюродные братья и сёстры — Артур Соломонович Габрилович (1867—?), присяжный поверенный и музыкальный критик, с 1895 года издавал «Музыкальный календарь»; Григорий Семёнович Габрилович (1863—?), музыкальный критик, издавал еженедельную музыкальную газету «Russlands Musik-Zeitung» (1894—1895), доверенный Санкт-Петербургско-Азовского коммерческого банка[8]; Осип Соломонович Габрилович, пианист и дирижёр; Осип Густавович Габрилович (1871—1946), магистр фармации (его сын — Евгений Иосифович Габрилович, писатель и драматург); Леонард Леонович (Лейбович) Габрилович (1868—1914), провизор и купец 1-й гильдии (вместе со старшим братом Максом Леоновичем Габриловичем, магистром фармации, владел Николаевской аптекой на улице Марата в Санкт-Петербурге)[9]; Леонид Евгеньевич Габрилович, литературный критик и публицист, публиковавшийся под псевдонимом «Леон Галич»; Борис Матвеевич Шаскольский, провизор и купец 2-й гильдии[10]; Ольга Евгеньевна Габрилович (1879—?), первая женщина магистр фармации в России (1906), сотрудница Института Пастера[11]; Софья Евгеньевна Габрилович (?—1927), врач-гинеколог в Петербурге, с 1917 года во Франции.
- Дядя — Густав Осипович (Гирш Иосифович) Габрилович, доктор фармации, владелец аптек в Ковно, Минске и Петровской аптеки в доме Коровина в Москве.

Дети:
- Елена (1894, Финляндия — 1990, Кормей-ан-Паризи), замужем за издателем и искусствоведом В. В. Вальтером. Последние годы жила в Русском доме в Кормей-ан-Паризи[12];
- Александра (1901, Финляндия — 1987, Париж); эмигрировав во Францию с отцом, жила в Париже; после 1939 года управляла книжным магазином издательства «Quatre Chemins Éditart»; в 1980-е годы занималась историко-художественной библиографией в Институте Вильденштейна[англ.]. Последние годы жила в Русском доме в Кормей-ан-Паризи; похоронена на кладбище Батиньоль[3].
- Анна (? — не позднее 1967); эмигрировав во Францию с отцом, жила в Париже; после 1939 года вместе с сестрой Еленой руководила издательством «Quatre Chemins Editart»[13].

## Награды
За время службы удостоен наград:
- орден Святого Станислава 1-й степени (1915),
- орден Святого Владимира 3-й степени (1913),
- орден Святого Владимира 4-й степени (1900),
- орден Святого Станислава 2-й степени (1898),
- медаль «В память царствования императора Александра III» (1896),
- медаль «В память коронации Императора Николая II» (1896),
- медаль «В память 300-летия царствования дома Романовых» (1913).

## Избранные труды
- Габрилович И. Г. К лечению туберкулином : О значении Tuberculinum purum и его действии на легочную чахотку. — [СПб.] : тип. «Т-ва худож. печати», [1908]. — 16 с. — (Отт. из «Рус. врача» № 37, 1908 г.)
- Габрилович И. Г. Конспект по клинике туберкулеза легких. — СПб. : тип. Ю. Мансфельд, 1913. — 12 с.
- Габрилович И. Г. Лечение легочных больных на севере. — СПб. : тип. Ю. Н. Эрлих, 1904. — 2+60 с.
- Габрилович И. Г. Памятная книжка для больных / Сост. Ив. Габрилович, гл. врач имп. санатория «Халила». — СПб. : тип. Ю. Н. Эрлих, 1903. — 64 с.
- Габрилович И. Г. Режим и дневник больного / Сост. Ив. Габрилович, гл. врач. — Пг. : тип. А. Н. Лаврова и К°, 1916. — 20 с. + 36 л.
- Габрилович И. Г. Статья главного врача санатория «Халила» Габриловича по вопросу о хронической бугорчатке легких. — [СПб., 1894]. — 9 с.
- Габрилович И. Г. Чахотка и основы ее лечения по гигиено-диэтетическому методу в закрытых лечебных заведениях для легочных больных. — СПб. : К. Л. Риккер, 1896. — 4+4+144 с.
- Сборник научных работ по туберкулезу, издаваемый при Имп. Санатории в Халиле / Под ред. И. Г. Габриловича. — 1914. — Т. 1: Лекции по туберкулезу. — 174+18 с.
  -  — 2-е изд., изм. и доп. — СПб. : тип. А. Н. Лавров и К°, 1914. — Т. 1.
- Сборник научных работ по туберкулезу, издаваемый при Имп. Санатории в Халиле / Под ред. Ив. Габриловича. — СПб. : тип. Ю. А. Мансфельд, 1913—1916. — Т. 2.